# Amir Al-Ammari
Amir Fouad Aboud Al-Ammari (in arabo أمير العماري‎?; Jönköping, 27 luglio 1997) è un calciatore svedese naturalizzato iracheno, centrocampista del KS Cracovia e della nazionale irachena.

## Caratteristiche tecniche
È un centrocampista offensivo.

## Carriera

### Club
Al-Ammari nasce e cresce in Svezia, con l'eccezione di una parentesi nelle giovanili del Brøndby. Inizia la propria carriera senior con la maglia dell'Husqvarna, squadra con sede nei pressi della città natale Jönköping, con cui debutta il 17 aprile 2017 in occasione dell'incontro di Division 1 perso 2-1 contro il Landskrona BoIS; al termine della stagione passa allo Jönköpings Södra dove nell'arco di tre anni riesce a ritagliarsi un ruolo da protagonista disputando 101 partite fra Superettan e coppa nazionale.
Lasciato lo Jönköpings Södra per fine contratto, nel febbraio 2021 viene ingaggiato dall'Halmstad con cui esordisce in Allsvenskan il successivo 11 aprile nel match vinto 1-0 contro l'Häcken. A fine stagione la squadra si classifica al terzultimo posto, e retrocede a seguito del doppio spareggio contro l'Helsingborg. Amir Al-Ammari chiude quell'annata con 3 reti in 29 presenze in campionato (31 considerando gli spareggi).
Amir Al-Ammari tuttavia non ha seguito l'Halmstad nel campionato di Superettan, poiché nel gennaio del 2022 è stato ceduto a titolo definitivo all'IFK Göteborg con un contratto fino al 2024. Complice il minutaggio abbastanza ridotto (3 apparizioni da titolare e 8 da subentrante nelle prime 13 giornate), il 16 luglio 2022 Al-Ammari è stato girato in prestito con diritto di riscatto al Mjällby, altra squadra di Allsvenskan, allenata da Andreas Brännström che già era stato suo tecnico ai tempi dello Jönköpings Södra. In giallonero chiude il campionato con 1 gol e 2 assist in 12 presenze.
La stagione 2023 la inizia invece presso un suo vecchio club, l'Halmstad, presso cui fa ritorno con un prestito di qualche mese valido fino dal mese di febbraio fino al successivo agosto. A luglio viene tuttavia rilevato a titolo definitivo grazie a un'opzione di acquisto prevista dall'accordo iniziale. Questa parentesi all'Halmstad dura un anno e mezzo, poiché nel luglio 2024 viene ceduto al KS Cracovia con cui firma un contratto triennale.

### Nazionale
Dopo aver giocato nella nazionale svedese Under-19 sceglie di rappresentare l'Iraq, con cui gioca in Under-23.
Il 2 settembre 2021 debutta con la nazionale maggiore irachena in occasione del match di qualificazione per il Campionato mondiale 2022 pareggiato 0-0 contro la Corea del Sud.

## Statistiche
Statistiche aggiornate al 2 settembre 2021.

### Presenze e reti nei club
| Stagione        | Squadra          | Campionato      | Campionato | Campionato | Coppe nazionali | Coppe nazionali | Coppe nazionali | Coppe continentali | Coppe continentali | Coppe continentali | Altre coppe | Altre coppe | Altre coppe | Totale | Totale | Totale |
| Stagione        | Squadra          | Comp            | Pres       | Reti       | Comp            | Pres            | Reti            | Comp               | Pres               | Reti               | Comp        | Pres        | Reti        | Pres   | Reti   |        |
| --------------- | ---------------- | --------------- | ---------- | ---------- | --------------- | --------------- | --------------- | ------------------ | ------------------ | ------------------ | ----------- | ----------- | ----------- | ------ | ------ | ------ |
| 2017            | Husqvarna        | D1              | 24         | 7          | CS              | 2               | 0               |                    | -                  | -                  |             | -           | -           | 24     | 7      |        |
| 2018            | Jönköpings Södra | S1              | 28         | 2          | CS+CS           | 3+4             | 0+1             |                    | -                  | -                  |             | -           | -           | 35     | 3      |        |
| 2019            | Jönköpings Södra | S1              | 30         | 6          | CS              | 4               | 0               |                    | -                  | -                  |             | -           | -           | 34     | 6      |        |
| 2020            | Jönköpings Södra | S1              | 30+2       | 9+0        | CS              | 0               | 0               |                    | -                  | -                  |             | -           | -           | 32     | 9      |        |
| 2021            | Halmstad         | A               | 16         | 2          | CS+CS           | 3+1             | 1+0             |                    | -                  | -                  |             | -           | -           | 20     | 3      |        |
| Totale carriera | Totale carriera  | Totale carriera | 130        | 26         |                 | 17              | 3               |                    | -                  | -                  |             | -           | -           | 147    | 29     |        |

### Cronologia presenze e reti in nazionale
| Cronologia completa delle presenze e delle reti in nazionale ― Iraq | Cronologia completa delle presenze e delle reti in nazionale ― Iraq | Cronologia completa delle presenze e delle reti in nazionale ― Iraq | Cronologia completa delle presenze e delle reti in nazionale ― Iraq | Cronologia completa delle presenze e delle reti in nazionale ― Iraq | Cronologia completa delle presenze e delle reti in nazionale ― Iraq | Cronologia completa delle presenze e delle reti in nazionale ― Iraq | Cronologia completa delle presenze e delle reti in nazionale ― Iraq |
| Data                                                                | Città                                                               | In casa                                                             | Risultato                                                           | Ospiti                                                              | Competizione                                                        | Reti                                                                | Note                                                                |
| ------------------------------------------------------------------- | ------------------------------------------------------------------- | ------------------------------------------------------------------- | ------------------------------------------------------------------- | ------------------------------------------------------------------- | ------------------------------------------------------------------- | ------------------------------------------------------------------- | ------------------------------------------------------------------- |
| 2-9-2021                                                            | Seul                                                                | Corea del Sud                                                       | 0 – 0                                                               | Iraq                                                                | Qual. Mondiali 2022                                                 | -                                                                   | 81’                                                                 |
| Totale                                                              |                                                                     | Presenze                                                            | 1                                                                   |                                                                     | Reti                                                                | 0                                                                   |                                                                     |